# Califfi abbasidi del Cairo
Gli Abbasidi del Cairo furono una dinastia islamica che, sotto la protezione forzosa dei Mamelucchi del Cairo, svolse la funzione, puramente formale, di rappresentanza della auctoritas della Umma musulmana, funzionale alle ambizioni della dinastia mamelucca che, per canto suo, deteneva la potestas in Egitto, buona parte della Siria, l'Hijaz e lo Yemen.

## Gli Abbasidi dopo il crollo del califfato

### Il "Califfato" aleppino
La presenza abbaside non finì col rovinoso crollo della dinastia sotto i colpi del mongolo Hülegü - fratello del Gran Khān Möngke e nipote di Cinggis - nel 1258.
Un primo tentativo di ridar vita al Califfato abbaside fu tentato già poco dopo la presa mongola di Baghdad ad Aleppo, grazie ad Abū l-ʿAbbās Aḥmad b. al-Ḥasan, discendente del Califfo abbaside al-Mustarshid (1118-1135), che assunse il laqab di al-Ḥākim,, ma esso mostrò tutti i limiti della sua fragile improvvisazione, in un quadro di sfacelo non solo materiale verificatosi dopo la catastrofica invasione mongola del Califfato.

### Il primo "Califfato" cairino
Maggiori fortune sembrò avere invece il tentativo messo in atto da Aḥmad b. al-Ẓāhir Muḥammad, detto al-Mustanṣir bi-llāh, liberato dalla prigionia cui era stato costretto poco dopo la caduta di Baghdad e rifugiatosi al Cairo il 9 giugno del 1261.
I Mamelucchi lo accolsero volentieri, nella speranza di legittimare la loro recentissima presa incruenta del potere, dopo la morte (praticamente senza eredi) del Sultano ayyubide al-Ṣāliḥ Ayyūb, di cui essi avevano costituito l'élite militare.
Una commissione appositamente convocata dai Mamelucchi confermò la legittima discendenza abbaside di Aḥmad b. al-Ẓāhir Muḥammad e Baybars gli prestò formale omaggio di sottomissione, ringraziato dal "Califfo" col riconoscimento del possesso mamelucco di Egitto, Siria, di parte della Jazira, Yemen e Hijaz, e dalla titolatura "destinata a duratura fortuna, di Khādim al-Ḥaramayn, «Servitore dei due Luoghi Santi», oltre che di tutte le sue eventuali nuove conquiste".
Tanto Abū l-ʿAbbās Aḥmad b. al-Ḥasan (al-Ḥākim) quanto Aḥmad b. al-Ẓāhir Muḥammad (al-Mustanṣir bi-llāh) si trovarono alleati nel fallito tentativo di insediarsi a Baghdad, dove avrebbero probabilmente risolto la loro disputa successoria. Ai 600 cavalieri del primo, Baybars aggiunse poche migliaia di soldati (la cavalleria mamelucca contava all'epoca circa 40.000 elementi), affidando al secondo il comando delle operazioni. L'idea che lo shiḥna (Sovrintendente) mongolo di Abaqa, Bahādur al-Khwārizmī, potesse contare su poche truppe e che la popolazione di Baghdad avrebbe accolto con entusiasmo un nuovo Califfo abbaside, si scontrò con la cruda realtà dei fatti il 28 novembre 1261 presso al-Anbār.

### Il Califfato abbaside del Cairo
Il comandante mongolo Qara Boghā inflisse infatti coi suoi 5000 uomini ben addestrati una decisiva disfatta alla compagine mamelucco-abbaside e lo stesso Aḥmad b. al-Ẓāhir Muḥammad lasciò la vita sul campo di battaglia, mentre al-Ḥākim riparò in tutta fretta al Cairo, venendo riconosciuto Califfo da Baybars, per trascorrere un quarantennio di lussuosa interpretazione del ruolo di Califfo-fantoccio dei Mamelucchi, pur agendo positivamente in campo politico nella "riuscita mediazione tra il sultano mamelucco Berke Khān, figlio di Baybars, assediato nella Cittadella del Cairo, e i suoi avversari".

### Il Califfato abbaside di Bastak
Di limitata importanza è il Califfato abbaside cui si cercò di ridar vita a Bastak, nel Luristan.

La dinastia safavide perseguiva all'epoca nei confronti dei suoi sudditi una politica di forzosa adesione allo Sciismo. In Persia, che era stata da sempre la campionessa del Sunnismo, un gruppo di Sunniti preferì giurare fedeltà a un sovrano sunnita (oltretutto della Famiglia del Profeta anziché piegarsi al diktat safavide.

Negli Anni ottanta del XIII secolo, dunque, un figlio sopravvissuto dell'ultimo Califfo, al-Mustaʿṣim, si spostò a Bastak, nel sud della Persia, dove questo centro e numerosi altri villaggi sunniti giurarono fedeltà al casato abbaside. 

I governanti di Shiraz in quel periodo erano gli Atabak. Costoro gli offrirono protezione per transitare attraverso i territori da essi controllati, anche in considerazione del rischio concreto che l'Abbaside correva, quello cioè di cadere nelle mani dei Mongoli.

Poco dopo gli Abbasidi ebbero l'autorizzazione dagli Atabak di costituire uno Stato abbaside e di governare Bastak e i villaggi e le isolette circostanti del Golfo Persico. Sembra che un piccolo gruppo di Hashemiti (discendenti del profeta Maometto) raggiungesse Bastak provenendo da Khonj, dove s'era precedentemente insediato dopo aver lasciato l'Iraq. 

Gli Abbasidi ampliarono la loro sovranità, includendo nel loro governo più di 60 villaggi e isolette del golfo Persico. Varie alleanze furono sottoscritte tra i governanti di Bastak e i governanti arabi, anche se il titolo califfale degli Abbasidi mutò in quello meno pretenzioso di Khan (lingua persiana خان).

## Elenco dei Califfi abbasidi del Cairo
1. al-Mustanṣir (1261)
2. al-Ḥākim I (1262-1302)
3. al-Mustakfī I (1302-1340)
4. al-Wāthiq I (1340-1341)
5. al-Ḥākim II (1341-1352)
6. al-Muʿtadid I (1352-1362)
7. al-Mutawakkil I (1362-1383)
8. al-Wāthiq II (1383-1386)
9. al-Muʿtaṣim (1386-1389)
10. al-Mutawakkil I (1389-1406) (secondo regno)
11. al-Mustaʿīn (1406-1414)
12. al-Muʿtadid II (1414-1441)
13. al-Mustakfī II (1441-1451)
14. al-Qāʾim (1451-1455)
15. al-Mustanjid (1455-1479)
16. al-Mutawakkil II (1479-1497)
17. al-Mustamsik (1497-1508) e dal 1516 al 1517 come plenipotenziario del padre
18. al-Mutawakkil III (1508-1517)